# Rejon sawrański
Rejon sawrański – była jednostka administracyjna wchodząca w skład obwodu odeskiego Ukrainy.
Rejon utworzony w 1957, ma powierzchnię 618 km² i liczy około 22 tysięcy mieszkańców. Siedzibą władz rejonu jest Sawrań.
Na terenie rejonu znajdują się jedna osiedlowa rada i dziesięć silskich rad, obejmujących w sumie 19 wsi i jedną osadę.

## Miejscowości rejonu
- (Байбузівка)
- Baksza (Бакша)
- (Білоусівка)
- (Гетьманівка)
- (Дубинове)
- (Дубки)
- (Глибочок)
- (Йосипівка)
- (Кам'яне)
- (Капустянка)
- Konceba (Концеба)
- (Ковбасова Поляна)
- (Квітка)
- (Неділкове)
- (Осички)
- (Острівка)
- (Полянецьке)
- Sawrań (Саврань)
- (Слюсареве)
- (Струтинка)
- (Вільшанка)